# احمد کروبی
احمد کروبی (زادهٔ ۱۲۷۵ شمسی درروستای اختخوان در گلپایگان، – درگذشتهٔ ۱۳۶۳) معروف به شیخ احمد کروبی روحانی شیعه، از زندانیان سیاسی، پدر مهدی کروبی و متولد سال ۱۲۷۵ شمسی (۱۳۱۴ قمری) بود. کروبی برای ادامه تحصیل نزد استادانی نظیر سید ابوالحسن اصفهانی، به نجف عراق رفت و پس از بازگشت به ایران در مناطق غربی کشور به ویژه منطقه الیگودرز به سخنرانی و فعالیت علیه حکومت پهلوی پرداخت. وی از ارادتمندان و تاثیر پذیرفتگان سید محمدتقی غضنفری خوانساری بود. وی چندین بار توسط ساواک دستگیر و زندانی شد و بیش از سه دهه در زندان و تبعید به سر می‌برد.

## زندان و تبعید
او به دنبال تظاهرات عده‌ای از طلاب علوم دینی در فیضیه قم در سال ۱۳۴۲ بازداشت گردید
و در روز ۱۵ خرداد ۱۳۴۲ و سال‌های بعد از آن نیز در شهرهایی نظیر الیگودرز، تهران، قم و دماوند به همراه فرزندش مهدی کروبی از دانشجویان دانشگاه تهران و هم چنین افرادی چون عزت‌الله شاهی به برپایی تظاهرات، سخنرانی، تهیه و پخش اعلامیه‌هایی تحت عنوان قاعده بزرگ اسلام می‌پرداخت و به همین دلیل از سوی ساواک دستگیر و به دو سال تبعید در شهر دماوند محکوم شد. حسینی غفاری دربارهٔ سخنرانی‌های احمد کروبی می‌گوید: «شیخ احمد کروبی هم فرد حر و بی‌باکی بود طرف‌های عصر، سروکله این پیرمرد پیدا می‌شد و با صراحت لهجه عجیبی شروع می‌کرد به افشاگری علیه شاه و برای خود من هم تعجب‌آور بود که این فرد را چرا می‌گذارند آزاد بگردد! البته چند بار به زندان افتاده بود منتها در زندان هم حالت انفعالی نداشت.»
احمد کروبی بار دیگر در سال ۱۳۵۰ نیز به اتهام اقدام علیه امنیت ملی توسط ساواک بازداشت و به سه ماه حبس تأدیبی محکوم شد. او در زندان با زندانیانی نظیر عزت‌الله شاهی و حسینعلی منتظری نیز هم‌بند بود.

## اعتراضات ۱۷ خرداد سال ۱۳۵۴
احمد کروبی هم چنین از رهبران اعتراضات ۱۷ خرداد سال ۱۳۵۴ در شهر قم بود و خانه او محل اجتماع مخالفان حکومت پهلوی بود. عبدالکریم عابدینی در مورد نقش احمد کروبی در اعتراضات ۱۷ خرداد می‌گوید: «من خودم یکبار نزد حاج شیخ احمد کروبی که مشغول وضو گرفتن بودند، رفتم و از ایشان پرسیدم: حاج آقا نظر شما دربارهٔ این حرکت چیست؟ ایشان با صراحت گفتند: هر حرکتی که علیه شاه صورت بگیرد ارزشمند است. خب! تصور کنید این جمله کوتاه و به ظاهر معمولی، چقدر در آن شرایط برای روحیه دادن به ما و اعتقاد به مشروعیت حماسه ۱۷ خرداد مؤثر بود. بی‌درنگ برگشتم و این جمله را برای همه نقل کردم.»
محمد کیایی نژاد نیز دربارهٔ اعتراضات ۱۷ خرداد می‌گوید: «پدر آقای شیخ مهدی کروبی هم آنجا بود و طلاب را تحریک می‌کرد و حتی در یک مرحله با شهامت خاصی گفت:اگر احیاناً شما را گرفتند و زیر شکنجه قرار دادند، همه چیز را بیندازید گردن من و مرا به عنوان محرک اصلی معرفی کنید.»

## پس از انقلاب
احمد کروبی به اعدام‌های ایران پس از انقلاب ۱۳۵۷ نیز مخالفت کرد و از امامت جمعه الیگودرز استعفا داد. او در رمضان سال ۱۳۶۳ درگذشت. علی خامنه‌ای پس از درگذشت او خطاب به مهدی کروبی گفت: «خبر درگذشت پدر گرامی و بزرگوارتان یک بار دیگر مرا به یاد چهره منور آن پارسا مردی انداخت که در صحنه‌های مختلف، مبارزه، تلاش، حرکت و مجاهدتش را از نزدیک دیده و همواره به ایمان پرشور و صادقانه اش به چشم شیفتگی نگریسته‌ام.»
پس از اعتراضات مردم ایران به نتایج انتخابات ریاست جمهوری (۱۳۸۸) و مخالفت مهدی کروبی فرزند احمد کروبی به نتایج انتخابات، میدان احمد کروبی در شهر الیگودرز نیز تغییر نام پیدا کرد.